# Piłka siatkowa na Światowych Wojskowych Igrzyskach Sportowych 2011 – turniej plażowy mężczyzn
Piłka siatkowa mężczyzn na Światowych Wojskowych Igrzyskach Sportowych 2011 – zawody w siatkówce plażowej, które odbyły się w brazylijskim Rio de Janeiro w dniach 17–23 lipca 2011 roku podczas igrzysk wojskowych.  Mistrzostwa rozgrywane były na piaskach plaży Copacabany.

## System rozgrywek
Do rywalizacji przystąpiło 11 par męskich, które zostały podzielone na dwie grup. W każdej z nich zmagania toczyły się systemem kołowym (tj. każdy z każdym, po jednym meczu). Zwycięzca meczu otrzymywał 2 punkty, natomiast przegrany duet 1 punkt. Do dalszej fazy rozgrywek awansowały dwie najlepsze pary z każdej grup. 

## Faza grupowa

### Grupa A
| Lp. | Drużyna                  | Pkt | Mecze | Mecze | Mecze | Sety | Sety | Sety  | Małe punkty | Małe punkty | Małe punkty |
| Lp. | Drużyna                  | Pkt | M     | W     | P     | wyg. | prz. | ratio | zdob.       | str.        | ratio       |
| --- | ------------------------ | --- | ----- | ----- | ----- | ---- | ---- | ----- | ----------- | ----------- | ----------- |
| 1   | Rogério "Pará" / Roberto | 8   | 4     | 4     | 0     | 8    | 0    | MAX   | 168         | 76          | 2.211       |
| 2   | Rathnapala / Perera      | 7   | 4     | 3     | 1     | 6    | 2    | 3.000 | 159         | 115         | 1.383       |
| 3   | Goings / Walden          | 6   | 4     | 2     | 2     | 4    | 4    | 1.000 | 135         | 133         | 1.015       |
| 4   | Domingos / Emanuel       | 5   | 4     | 1     | 3     | 2    | 6    | 0.333 | 103         | 154         | 0.669       |
| 5   | Cesnauskas / Vievesis    | 4   | 4     | 0     | 4     | 0    | 8    | 0.000 | 81          | 168         | 0.482       |

Źródło: 
Zasady ustalania kolejności: 1. liczba zdobytych punktów; 2. wyższy stosunek małych punktów; 3. wyższy stosunek setów.
Punktacja: zwycięstwo – 2 pkt; porażka – 1 pkt
| Data  | Drużyna 1              | Wynik | Drużyna 2           | Sety         |
| ----- | ---------------------- | ----- | ------------------- | ------------ |
| 17.07 | Goings/Walden          | 2:0   | Cesnauskas/Vievesis | 21-11, 21-12 |
| 17.07 | Cesnauskas/Vievesisa   | 0:2   | Rathnapala/Perera   | 6-21, 16-21  |
| 17.07 | Rogério "Pará"/Roberto | 2:0   | Goings/Walden       | 21-11, 21-13 |
|       |                        |       |                     |              |
| 18.07 | Domingos/Emanuel       | 0:2   | Rathnapala/Perera   | 13-21, 11-21 |
| 18.07 | Rathnapala/Perera      | 2:0   | Domingos/Emanuel    | 21-5, 21-6   |
| 19.07 | Goings/Walden          | 2:0   | Domingos/Emanuel    | 21-14, 21-12 |
|       |                        |       |                     |              |
| 20.07 | Goings/Walden          | 0:2   | Rathnapala/Perera   | 13-21, 14-21 |
| 20.07 | Rogério "Pará"/Roberto | 2:0   | Cenauskas/Vievesis  | 21-2, 21-6   |
|       |                        |       |                     |              |
| 21.07 | Rogério "Pará"/Roberto | 2:0   | Rathnapala/Perera   | 21-0, 21-0   |
| 21.07 | Domingos/Emanuel       | 2:0   | Cesnauskas/Vievesis | 21-12, 21-16 |

### Grupa B
| Lp. | Drużyna          | Pkt | Mecze | Mecze | Mecze | Sety | Sety | Sety   | Małe punkty | Małe punkty | Małe punkty |
| Lp. | Drużyna          | Pkt | M     | W     | P     | wyg. | prz. | ratio  | zdob.       | str.        | ratio       |
| --- | ---------------- | --- | ----- | ----- | ----- | ---- | ---- | ------ | ----------- | ----------- | ----------- |
| 1   | Liu / Zhou       | 10  | 5     | 5     | 0     | 10   | 1    | 10.000 | 222         | 155         | 1.432       |
| 2   | Bernardo / Jan   | 9   | 5     | 4     | 1     | 9    | 2    | 4.500  | 221         | 131         | 1.687       |
| 3   | Tariq / Aziz     | 8   | 5     | 3     | 2     | 6    | 4    | 1.500  | 178         | 167         | 1.066       |
| 4   | Khan / Riaz Khan | 7   | 5     | 2     | 3     | 4    | 6    | 0.667  | 184         | 197         | 0.934       |
| 5   | Ang / Dean       | 6   | 5     | 1     | 4     | 2    | 8    | 0.250  | 156         | 214         | 0.729       |
| 6   | Lundra / Ndoni   | 5   | 5     | 0     | 5     | 0    | 10   | 0.000  | 116         | 213         | 0.545       |

Źródło: 
Zasady ustalania kolejności: 1. liczba zdobytych punktów; 2. wyższy stosunek małych punktów; 3. wyższy stosunek setów.
Punktacja: zwycięstwo – 2 pkt; porażka – 1 pkt
| Data  | Drużyna 1      | Wynik | Drużyna 2      | Sety                |
| ----- | -------------- | ----- | -------------- | ------------------- |
| 17.07 | Bernardo/Jan   | 2:0   | Khan/Riaz Khan | 21-13, 21-11        |
| 17.07 | Tariq/Aziz     | 0:2   | Bernardo/Jan   | 11-21, 14-21        |
|       |                |       |                |                     |
| 18.07 | Bernardo/Jan   | 2:0   | Lundra/Ndoni   | 21-13, 21-11        |
| 18.07 | Ang/Dean       | 0:2   | Liu/Zhou       | 12-21, 12-21        |
|       |                |       |                |                     |
| 19.07 | Ang/Dean       | 0:2   | Tariq/Aziz     | 18-21, 7-21         |
| 19.07 | Bernardo/Jan   | 1:2   | Liu/Zhou       | 19-21, 21-18, 13-15 |
| 19.07 | Khan/Riaz Khan | 2:0   | Lundra/Ndoni   | 21-12, 21-12        |
| 19.07 | Ang/Dean       | 0:2   | Khan/Riaz Khan | 30-32, 17-21        |
| 19.07 | Tariq/Aziz     | 0:2   | Liu/Zhou       | 13-21, 14-21        |
|       |                |       |                |                     |
| 20.07 | Ang/Dean       | 2:0   | Lundra/Ndoni   | 24-22, 21-13        |
| 20.07 | Liu/Zhou       | 2:0   | Khan/Riaz Khan | 21-16, 21-12        |
| 20.07 | Tariq/Aziz     | 2:0   | Lundra/Ndoni   | 21-7, 21-14         |
|       |                |       |                |                     |
| 21.07 | Liu/Zhou       | 2:0   | Lundra/Ndoni   | 21-13, 21-10        |
| 21.07 | Bernardo/Jan   | 2:0   | Ang/Dean       | 21-7, 21-8          |
| 21.07 | Tariq/Aziz     | 2:0   | Khan/Riaz Khan | 21-18, 21-19        |

## Faza pucharowa
Pary półfinałowe zostały utworzone według klucza:
- A1 – B2
- B1 – A2

Pary, które przegrały mecze półfinałowe, rozegrały mecz o 3. miejsce, natomiast zwycięzcy rywalizowali w finale igrzysk wojskowych o złoty medal.
|  |                         |                         |                         |          |   |                     |                     |                     |
|  | Półfinały 22 lipca 2011 | Półfinały 22 lipca 2011 | Półfinały 22 lipca 2011 |          |   | Finał 23 lipca 2011 | Finał 23 lipca 2011 | Finał 23 lipca 2011 |
|  | Półfinały 22 lipca 2011 | Półfinały 22 lipca 2011 | Półfinały 22 lipca 2011 |          |   | Finał 23 lipca 2011 | Finał 23 lipca 2011 | Finał 23 lipca 2011 |
|  |                         |                         |                         |          |   |                     |                     |                     |
|  |                         |                         |                         |          |   |                     |                     |                     |
|  | A1                      | Rogério "Pará"/Roberto  | 1                       |          |   |                     |                     |                     |
|  | A1                      | Rogério "Pará"/Roberto  | 1                       |          |   |                     |                     |                     |
|  | B2                      | Bernardo/Jan            | 2                       |          |   |                     |                     |                     |
|  | B2                      | Bernardo/Jan            | 2                       |          |   | Bernardo/Jan        | Bernardo/Jan        | 2                   |
|  |                         |                         |                         |          |   | Bernardo/Jan        | Bernardo/Jan        | 2                   |
|  |                         |                         | Liu/Zhou                | Liu/Zhou | 0 |                     |                     |                     |
|  | B1                      | Liu/Zhou                | Liu/Zhou                | Liu/Zhou | 0 | 2                   |                     |                     |
|  | B1                      | Liu/Zhou                |                         |          |   |                     |                     |                     |
|  | A2                      | Rathnalapa/Perera       | 0                       |          |   |                     |                     |                     |
|  | A2                      | Rathnalapa/Perera       | 0                       |          |   |                     |                     |                     |
|  |                         |                         |                         |          |   |                     |                     |                     |

| \| \| \| \| \| \| \| Mecz o 3. miejsce 22 lipca 2011 \| \| \| \| \| \| \| \| \| \| \| \| \| \| \| \| \| \| \| \| Rogério "Pará"/Roberto \| Rogério "Pará"/Roberto \| 2 \| \| \| Rogério "Pará"/Roberto \| Rogério "Pará"/Roberto \| 2 \| \| \| Rathnalapa/Perera \| Rathnalapa/Perera \| 0 \| \| \| Rathnalapa/Perera \| Rathnalapa/Perera \| 0 \| \| \| \| \| \| |                                 |                        |   |
| |                                 |                        |   |
| | Mecz o 3. miejsce 22 lipca 2011 |                        |   |
| |                                 |                        |   |
| |                                 |                        |   |
| |                                 |                        |   |
| | Rogério "Pará"/Roberto          | Rogério "Pará"/Roberto | 2 |
| | Rogério "Pará"/Roberto          | Rogério "Pará"/Roberto | 2 |
| | Rathnalapa/Perera               | Rathnalapa/Perera      | 0 |
| | Rathnalapa/Perera               | Rathnalapa/Perera      | 0 |
| |                                 |                        |   |

### Półfinały
| Data  | Drużyna 1              | Wynik | Drużyna 2         | Sety                |
| ----- | ---------------------- | ----- | ----------------- | ------------------- |
| 22.07 | Rogério "Pará"/Roberto | 1:2   | Bernardo/Jan      | 21:17, 19:21, 12:15 |
|       |                        |       |                   |                     |
| 22.07 | Liu/Zhou               | 2:0   | Rathnapala/Perera | 21:17, 21:19        |

### Mecz o 3. miejsce
| Data  | Drużyna 1              | Wynik | Drużyna 2         | Sety         |
| ----- | ---------------------- | ----- | ----------------- | ------------ |
| 22.07 | Rogério "Pará"/Roberto | 2:0   | Rathnapala/Perera | 21:17, 21:19 |

### Finał
| Data  | Drużyna 1    | Wynik | Drużyna 2 | Sety         |
| ----- | ------------ | ----- | --------- | ------------ |
| 23.07 | Bernardo/Jan | 2:0   | Liu/Zhou  | 22:20, 21:18 |

## Klasyfikacja końcowa
| Miejsce                        | Państwo           | Zawodnicy                |
| ------------------------------ | ----------------- | ------------------------ |
| złoto                          | Brazylia          | Bernardo / Jan           |
| srebro                         | Chiny             | Liu / Zhou               |
| brąz                           | Brazylia          | Rogério "Pará" / Roberto |
| 4.                             | Sri Lanka         | Rathnalapa / Perera      |
| Wyeliminowani w fazie grupowej |                   |                          |
| 5.                             | Angola            | Domingos / Emanuel       |
| 5.                             | Katar             | Tariq / Aziz             |
| 5.                             | Stany Zjednoczone | Goings / Walden          |
| 5.                             | Stany Zjednoczone | Ang / Dean               |
| 5.                             | Albania           | Lundra / Ndoni           |
| 5.                             | Litwa             | Cesnauskas / Vievesis    |
| 5.                             | Pakistan          | Khan / Riaz Khan         |